# 旅立ち (GReeeeNの曲)
「旅立ち」（たびだち）は、GReeeeNの通算6作目のシングルである。2008年3月5日にNAYUTAWAVE RECORDSより発売。

## 概要
- 5thシングル「BE FREE/涙空」から約2か月ぶりのリリース。
- 初回限定盤にはメンバー直筆メッセージとデザイン画が付録。
- プロモーションビデオには俳優の兼子舜と黒澤はるかが出演している。また、2008年6月25日発売の「あっ、ども。おひさしぶりです。」の初回盤DVDに収録された。
- プロモーションビデオの撮影に使われた鉄道は、伊豆箱根鉄道駿豆線の原木駅（静岡県伊豆の国市）である。
- プロモーションビデオの撮影に使われた海岸は、「弓ヶ浜」（賀茂郡南伊豆町）である。

## 収録曲
1. 旅立ち (4:21)
作詞・作曲：GReeeeN
2. 東南西北 〜全員集合!!!!〜 (2:56)
作詞・作曲：GReeeeN

## 収録アルバム
- あっ、ども。おひさしぶりです。（#1）
- いままでのA面、B面ですと!?（#1,2）
- 歌うたいが歌うたいに来て 歌うたえと言うが 歌うたいが歌うたうだけうたい切れば 歌うたうけれども 歌うたいだけ 歌うたい切れないから 歌うたわぬ!?（#1、初回盤Aのみ収録）
- ALL SINGLeeeeS 〜& New Beginning〜（#1）